# Euchlaenidia brevifasciata
Euchlaenidia brevifasciata là một loài bướm đêm thuộc phân họ Arctiinae, họ Erebidae.